# Простоквашино (Нижегородская область)
Простоква́шино — деревня в Тонкинском районе Нижегородской области России. Входит в состав Бердниковского сельсовета.

## География
Деревня находится частично на реке Суда.

### Часовой пояс
Деревня Простоквашино, как и вся Нижегородская область, находится в часовой зоне МСК (московское время). Смещение применяемого времени относительно UTC составляет +3:00.

## Население
| 2002 | 2010 |
| ---- | ---- |
| 18   | ↘17  |